# Zhang Kuidong
Zhang Kuidong (chiń. 张魁东) – chiński niepełnosprawny kolarz. Dwukrotny wicemistrz paraolimpijski z Pekinu w 2008 roku.

## Medale Igrzysk Paraolimpijskich

### 2008
- – Kolarstwo – trial na czas – 1 km – LC 1
- – Kolarstwo – sprint drużynowy – LC1–4 CP3/4